# Katarína Listopadová
Katarína Listopadová (ur. 22 marca 1993 w Bratysławie) – słowacka pływaczka.

## Życiorys
Zawodniczka klubu FK Dukla Bańska Bystrzyca, pięciokrotna rekordzistka Słowacji i druga najlepsza pływaczka w historii Słowacji po Martinie Moravcovej. Jako juniorka zdobyła srebrny medal na dystansie 200 m na olimpijskim festiwalu młodzieży Europy w 2007 r. Na Letnich Igrzyskach Olimpijskich Młodzieży 2010 w Singapurze trzykrotnie była czwarta. Na olimpiadzie w 2012 r. zajęła 28. miejsce. Podczas Letniej Uniwersjady 2015 zajęła 3. miejsce na 100 m stylem motylkowym. Na długim basenie podczas Mistrzostw Europy w Pływaniu 2014 na 100 metrów stylem motylkowym uzyskała 8. miejsce, a rok później na krótkim basenie na Mistrzostwach Świata była dwa razy siódma – na 50 oraz 100 metrów stylem grzbietowym